# Freileitungskreuzung der Carquinez-Straße

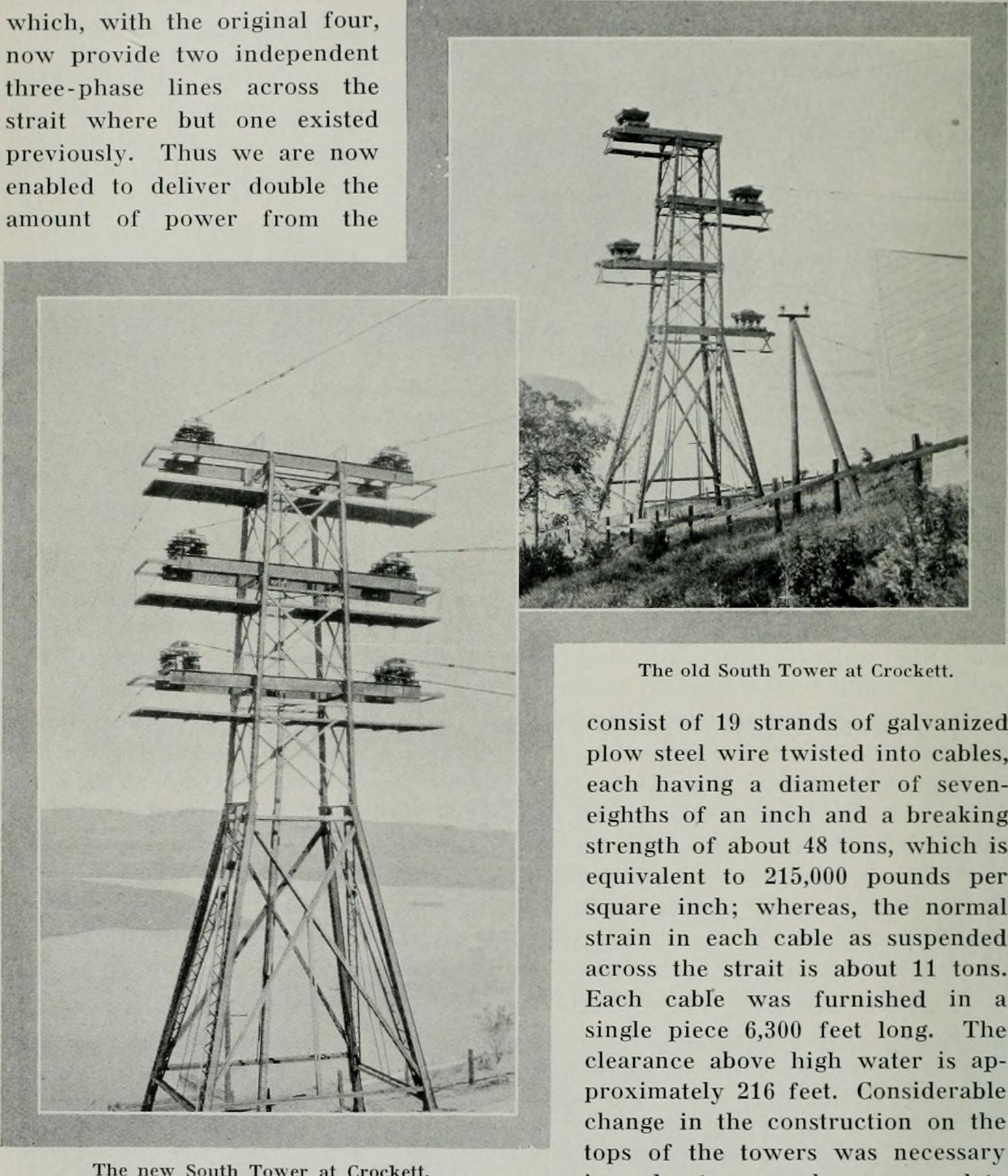
Freileitungsmast auf der Südseite der Carquinez-Straße vor und nach der Erweiterung

Die Freileitungskreuzung der Carquinez-Straße war die erste Kreuzung eines größeren Wasserweges durch eine Freileitung. Sie wurde 1901 für eine 60-kV-Leitung der Bay Counties Power Company errichtet, um elektrische Energie von deren Kraftwerk Colgate Powerhouse nach Oakland zu liefern. Hierzu musste die Leitung die Carquinez-Straße überqueren, die an der schmalsten Stelle am Dillon Point 840 m breit ist. Der Mast der Freileitungskreuzung auf dem Nordufer  war 68, der am Südende  20 Meter hoch. Die Spannweite der Leitung betrug 1380 Meter. Die Isolatoren für die Freileitungskreuzung wurden vom Unternehmen des amerikanischen Erfinders Fred Morton Locke geliefert.
Zunächst hatte die Freileitung einen Stromkreis, ein viertes Kabel diente dabei als Ersatz. 1914 wurde ein zweiter Stromkreis hinzugefügt (Bild).
Die Masten existieren nicht mehr. Heute finden sich an gleicher Stelle neu errichtete Masten, die für eine höhere Spannung ausgelegt sind.